# The Art(e) of Romance
The Art(e) of Romance es el cuarto disco de estudio editado de la banda argentina Fun people, publicado en 1999. 
En 2007, el disco ocupó el puesto n°63 en la lista de los 100  mejores álbumes del rock argentino de todos los tiempos, según la edición argentina de la revista Rolling Stone.
En su portada aparece el anarquista alemán Kurt Wilckens, conocido por ser el vengador de la Patagonia Rebelde en Argentina; tras asesinar al teniente coronel Héctor Benigno Varela, en 1923. Además de la portada, ciertas letras del álbum hacen referencia a Wilckens.

## Temas
1. Take Over
2. Middle Of The Round
3. F.M.S.
4. What We Gonna Pay?
5. Leave Me Alone
6. Dick Dale
7. Si Pudiera (Desde Ushuaia)
8. Water
9. One Day, Like Wilckens
10. Vivar
11. Vientos
12. Question
13. Diciembre
14. Donde Estás?
15. Neverknows (Es Obvio)
16. Blah, Blah, Blah
17. Sardina (Instrumental)
18. A Mi Manera
19. El Stranger
20. Big Vanilla

- Temas incluidos en la versión brasilera

1. Melody Fair
2. Leave Me Alone (Acústica)
3. Tita
4. It's A Heartache
5. 15 Minutos Con Vos
6. Si Pudiera (Acústico)
7. Masticar (Acústico)
8. Nekro Hablando
9. Nekro Hablando 2

### Ficha técnica
- Grabado y mezclado en Chicago por S. Albini en Estudio Electrical.
- Primera edición masterizada en J. Golden Studios de Hollywood CA.Mr.
- Reedición remasterizada por Andres Mayo
- Lord Nano y William Los Caños.
- Ron Spiritual guide y Miss Muerte cantos y coordinación.
- Editado y producido por Ugly las feos discos, afecto y skateboards, abril de 1999.

## Miembros
- Carlos "Nekro" Rodríguez: Voz
- Carlos "Gori" Loncharich: Guitarra y coros
- Julian "Chuli" Pugliese: Bajo
- Sebastián "Gato" Garay: Batería